# Гизе, Фриц
Фриц Гизе (нем. Fritz Giese, полное имя Фредерик Карл Эдуард Гизе, нем. Frederic Karl Edouard Giese; 2 января 1859, Гаага — 5 августа 1896, Бостон) — нидерландско-американский виолончелист. Сын Йозефа Гизе.
Учился у своего отца, с четырёхлетнего возраста в домашних условиях, затем в Гаагской консерватории. В десятилетнем возрасте дебютировал на публике, исполнив один из концертов Бернхарда Ромберга. Позднее, получив королевскую стипендию, совершенствовал своё мастерство в Дрездене у Фридриха Грюцмахера и в Париже у Леона Жаккара. После гастрольного турне по Дании, Швеции и Норвегии вернулся в Нидерланды и в течение года играл в одном из амстердамских оркестров.
В 1878 году перебрался в США, обосновавшись в Бостоне, первоначально как участник Мендельсоновского квинтета. В составе этого коллектива гастролировал по США, Канаде, Австралии и Новой Зеландии. Затем некоторое время сопровождал в концертном турне певицу Кристину Нильсон. В 1884 году вошёл в первоначальный состав Бостонского симфонического оркестра, а годом позже также в первоначальный состав Квартета Кнайзеля. В 1889 г. покинул Бостон, преподавал в Национальной консерватории Америки в Нью-Йорке.
Умер от алкоголизма.